# Linnaemya nigricornis
Linnaemya nigricornis är en tvåvingeart som beskrevs av Chao 1979. Linnaemya nigricornis ingår i släktet Linnaemya och familjen parasitflugor. Inga underarter finns listade i Catalogue of Life.